# Alice Salomon

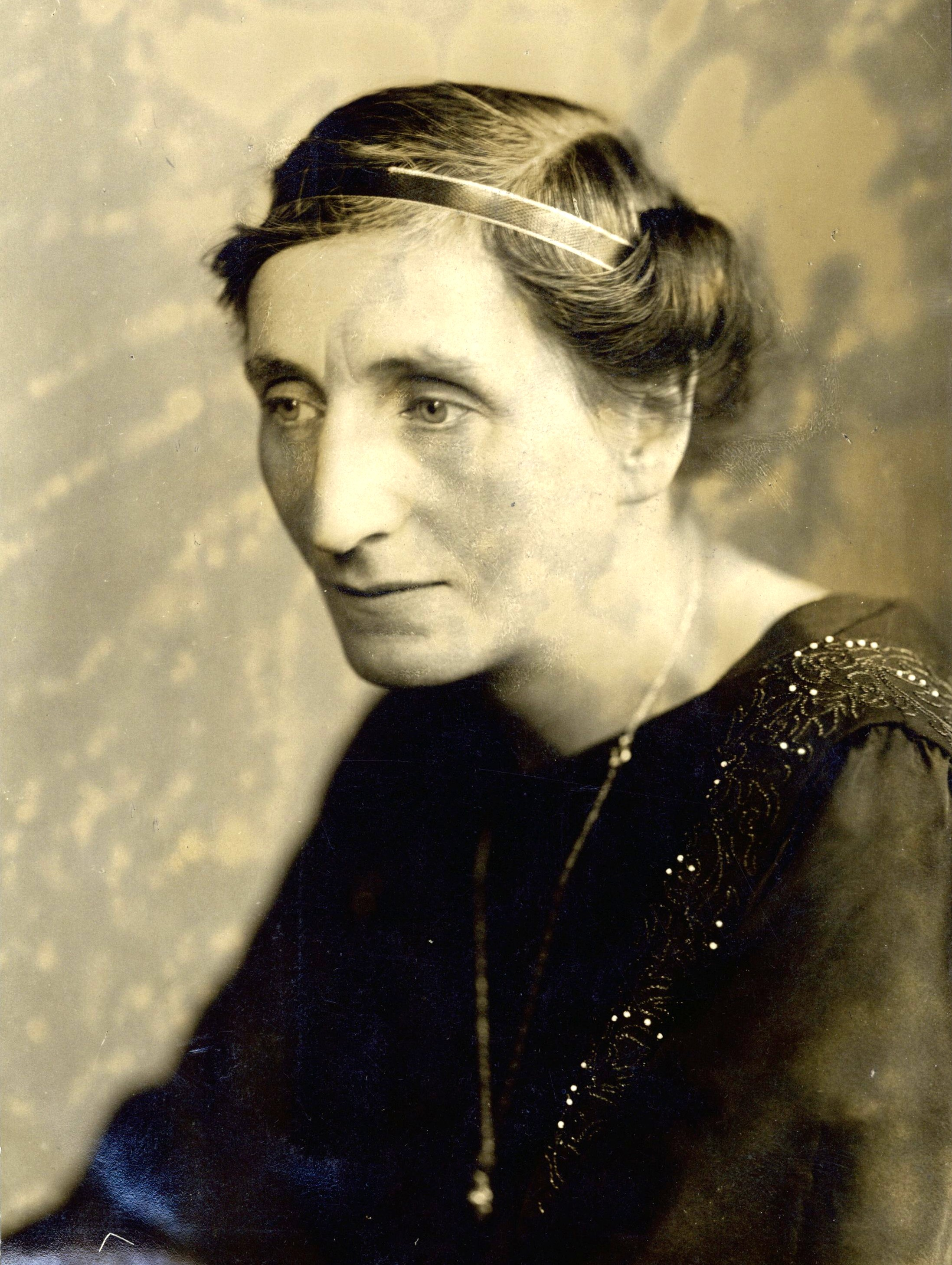
Fotografie von Alice Salomon, Schwadron Collection, Israelische Nationalbibliothek

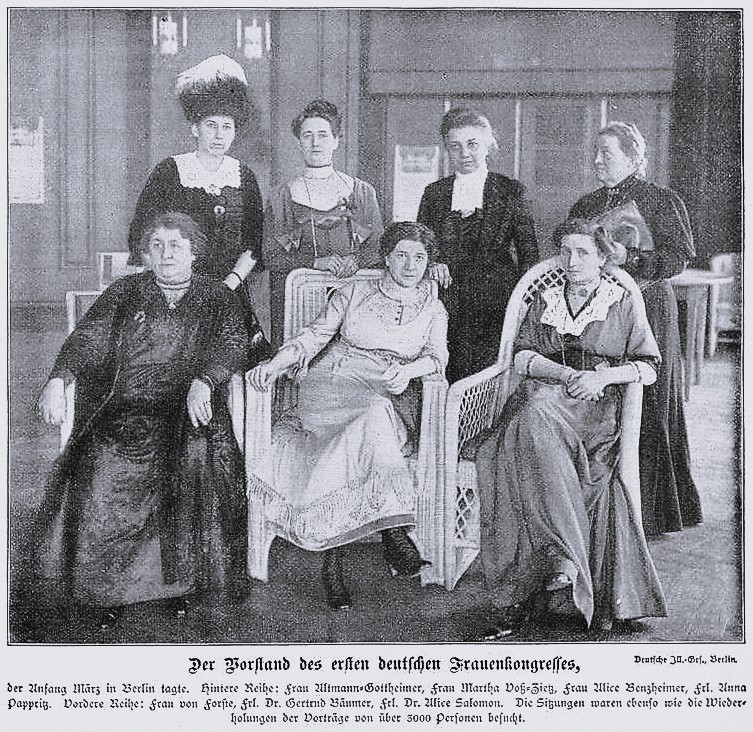
Vorstand des ersten deutschen Frauenkongresses Anfang März 1912 in Berlin. Hintere Reihe von links: Elisabeth Altmann-Gottheiner, Martha Voss-Zietz, Alice Bensheimer, Anna Pappritz. Vordere Reihe von links: Helene von Forster, Gertrud Bäumer, Alice Salomon.

Alice Salomon (* 19. April 1872 in Berlin; † 30. August 1948 in New York) war eine deutsche liberale Sozialreformerin in der deutschen Frauenbewegung und eine Wegbereiterin der Sozialen Arbeit als Wissenschaft. In diesem Zusammenhang wurde von ihr der Begriff Soziale Diagnostik eingeführt. Die Arbeit von Alice Salomon wurde in Deutschland ab den 1980er Jahren durch Namensverleihung an Hochschulen, Verkehrswegen, Kinder- und Hilfseinrichtungen gewürdigt.

## Leben

### Herkunft
Alice Salomon war die zweite Tochter und das vierte von acht Kindern von Anna Salomon, geb. Potocky-Nelken (1838–1914) und ihrem Ehemann Albert Salomon (1834–1886). In ihrer Autobiografie schrieb sie, dass ihre Mutter für sie „den Namen eines der Kinder der Queen Viktoria…, der Großherzogin von Hessen“ Alice (die neben der Gründung von Hilfsvereinen zur Unterstützung von Kranken, Armen und geistig Behinderten sich insbesondere den Frauenfragen, aber auch den Aufgaben der Mädchenbildung zuwandte), ausgewählt habe, weil die Herzogin eine ergebene und liebende Tochter war, ein leuchtendes Vorbild.
Salomon wuchs in einem großbürgerlichen Haus in der Nähe des Anhalter Bahnhofs auf. Nach der damals üblichen Schulbildung für Mädchen ihres Standes führte sie das – für sie unbefriedigende – Dasein einer Haustochter. Wie vielen Mädchen aus begüterten Familien war es ihr nicht erlaubt, eine Ausbildung zu absolvieren, obwohl sie gerne Lehrerin geworden wäre. Diese „Leidenszeit“ fand 1893 ein Ende: Alice Salomon selbst sagte später, dass ihr Leben erst anfing, als sie 21 Jahre alt war. Sie wurde Mitglied der Mädchen- und Frauengruppen für soziale Hilfsarbeit, die von Jeanette Schwerin ins Leben gerufen worden waren. Bald wuchs Salomon zur „rechten Hand“ Schwerins heran und übernahm nach deren Tod im Jahre 1899 die Verantwortung für die Gruppen.

### Frauenbildung

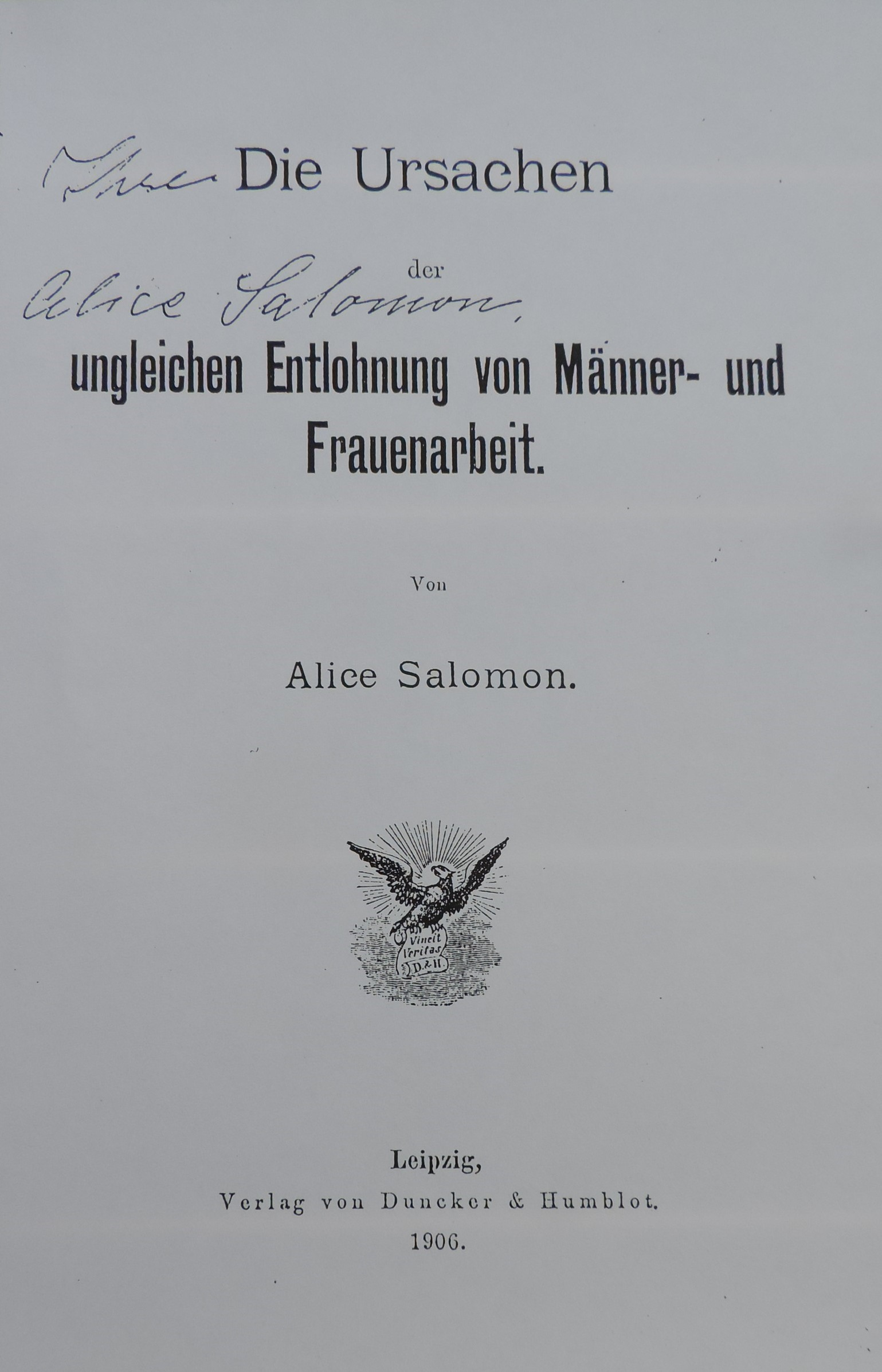
Veröffentlichte Dissertation von Alice Salomon, archiviert im Ida-Seele-Archiv

Im Jahr 1900 trat Alice Salomon dem Bund Deutscher Frauenvereine bei, wurde später zur stellvertretenden Vorsitzenden gewählt und blieb dies bis 1920 (Vorsitzende war Gertrud Bäumer). In Zusammenarbeit mit dem Frauenbund setzte sie sich unter anderem für die materielle und psychische Unterstützung von verarmten, „eheverlassenen“, alleinerziehenden sowie überforderten Müttern ein, um so der Verwahrlosung ihrer Kinder vorzubeugen bzw. diese zu verhindern.
Von 1902 bis 1906 studierte Salomon Nationalökonomie, Geschichte und Philosophie an der Friedrich-Wilhelms-Universität in Berlin, obwohl sie kein Abitur hatte. Ihre Publikationen wurden als Voraussetzung für den Besuch der Universität anerkannt. Sie wurde 1906 zum Doktor der Philosophie promoviert. Ihre Dissertation wurde unter dem Titel Die Ursachen der ungleichen Entlohnung von Männer- und Frauenarbeit veröffentlicht. Am 15. Oktober 1908 gründete sie in Berlin-Schöneberg die reichsweit erste interkonfessionelle Soziale Frauenschule (seit 1932 Alice-Salomon-Schule, bis 1990 (Staatliche) Fachhochschule für Sozialarbeit und Sozialpädagogik, seit 1991 Alice Salomon Hochschule Berlin – ASH Berlin).
In zahlreichen Artikeln warb die Schulgründerin für ihre Bildungseinrichtung, dabei stets das Ziel der Ausbildung ausdrücklich auf die Frauenbewegung beziehend. Für sie war ihre Schule ein Ort „moderner Bildung“, an dem die weibliche Jugend für die Nutzbarmachung der Pflichten und Rechte erzogen wird, die die Frauenbewegung für sie erkämpft hat. Sie betrachtete den sozialen Frauenberuf vordergründig als „Eignungsberuf“. Darum war für sie die soziale Schulung „nicht nur eine Sache der Vermittlung von Wissen, sondern eine Frage der Entwicklung des Gewissens, der Pflege der Charaktereigenschaften“. Der Erfolg der privaten Bildungsinstitution war überwältigend, ihr Curriculum für zahlreiche ähnliche Neugründungen richtungsweisend. Die steigenden Schülerinnenzahlen machten bald einen eigenen Schulbau nötig, der unmittelbar vor Beginn des Ersten Weltkriegs fertiggestellt wurde.
Im Jahr 1909 wurde Salomon Schriftführerin im Internationalen Frauenrat. 1914 trat sie vom Judentum zum christlichen Glauben evangelischer Konfession über. 1917 wurde Salomon Vorsitzende der von ihr gegründeten Konferenz sozialer Frauenschulen Deutschlands, der 1919 bereits sechzehn Schulen angehörten. 1920 kam es zum Rücktritt aus dem Vorstand Bund Deutscher Frauenvereine (BDF), nachdem sie aus Angst vor antisemitischer Propaganda bei der Wahl zum BDF-Vorsitz übergangen und an ihrer Stelle Marianne Weber zur Vorsitzenden gewählt worden war. Diesbezüglich schrieb Salomon in ihrer Autobiografie: „Gertrud Bäumer, die Präsidentin des deutschen Frauenbundes, hatte mir in den ersten Kriegsjahren gesagt, dass ich ihre Nachfolgerin sein soll… Zu jener Zeit wäre ein ziemlich einmütiges Votum sicher gewesen. Wir verschoben jedoch die Wahl bis nach Kriegsende; nun aber informierten mich meine Kolleginnen darüber, dass die Mitglieder zögerten, jemanden mit jüdischem Namen und jüdischen Vorfahren zur Vorsitzenden zu machen, da die Haltung der Bevölkerung in dieser Hinsicht nicht mehr zuverlässig sei.“ Fünf Jahre nach dieser Erfahrung gründete sie in den Räumen des Pestalozzi-Fröbel-Hauses die Deutsche Akademie für soziale und pädagogische Frauenarbeit (geleitet von Hilde Lion). Diese war nicht als Konkurrenz zur Universität konzipiert, sondern als Weiterbildungseinrichtung für Frauen in sozialen Berufen, aber auch für ausgebildete Akademikerinnen mit Berufserfahrung zur Weiterqualifizierung auf dem Gebiet Sozialer Arbeit. Der Institution wurde im Dezember 1926 eine Forschungsabteilung unter Leitung Alice Salomons angegliedert, die später zu einem Institut für sozialwissenschaftliche Forschungen ausgebaut wurde. In der Akademie fanden in Abständen Vorträge von bedeutenden Wissenschaftlern der Zeit zu kulturellen, sozialen, ethischen und religiösen Fragestellungen statt. Albert Einstein, Carl Gustav Jung, Eduard Spranger, Ernst Cassirer, Eugen Fischer sowie Gertrud Bäumer und Helene Weber gehörten mit zum Kreis der Vortragenden, ebenso Romano Guardini, der im November 1927 in der Aula des Pestalozzi-Fröbel-Hauses eine vielbeachtete Vortragsreihe über ethisch-religiöse Grundfragen der Existenz hielt.
Im Herbst 1928 nahm die Frauen-Akademie ein eigenes umfangreiches Forschungsprojekt über Bestand und Erschütterung der Familie in der Gegenwart in Angriff. Zu diesem Thema erschienen zwischen 1930 und 1933 unter Leitung von Salomon und Bäumer dreizehn Monografien. Darin war eine Fülle von authentischem Material zusammengetragen: „einerseits anrührend, wie Familien angesichts von Inflation, Depression und Arbeitslosigkeit Überleben für sich möglich machen, wie sie arbeiten, wirtschaften, Freude erleben, Feste feiern und sich um die Zukunft ihrer Kinder sorgen, andererseits auch erschütternd, wie Dumpfheit, Monotonie, politische Unaufgeklärtheit unter sozial und wirtschaftlich engen und ungünstigen Bedingungen entstehen kann“.
1929 rief Salomon die International Association of Schools of Social Work („Internationale Vereinigung der Schulen für Sozialarbeit“) ins Leben, der sie viele Jahre als Vorsitzende vorstand. 1932 stand Alice Salomon auf dem Höhepunkt ihrer Karriere. Zu ihrem 60. Geburtstag erhielt sie vom Preußischen Staatsministerium die Silberne Staatsmedaille, die Berliner Universität verlieh ihr die Ehrendoktorwürde.
Im Mai 1933 wurde Alice Salomon in ihrer Funktion als Präsidentin der Frauenakademie von einer nationalsozialistischen Beamtin aufgefordert, die jüdische Direktorin  Hilde Lion zu entlassen. Diesen Vorfall kommentierte Alice Salomon folgendermaßen: „Der neue Erziehungsminister wird mit Briefen bombardiert, die sich darüber beklagen, die Frauenakademie sei eine Brutstätte des Kommunismus. Das war natürlich absurd, wenn überhaupt, dann tendierten Studenten und Lehrkräfte zum Konservatismus. (...) Ich erklärte, dass wir Dr. Lion deshalb ernannt hatten, weil sie die Beste für diese Stellung und eine der begabtesten Frauen ihrer Generation war; außerdem habe sie einen Vertrag auf Lebenszeit. Ich sagte ihr, dass ich eher die Akademie zerstören würde, die mir so lieb war wie das jüngste Kind, als dass ich eine Mitarbeiterin betrügen würde, und dass ich nie jemanden aus rassischen oder religiösen Gründen entlassen würde.“
Am 9. Mai 1933 wurde die Akademie auf Antrag von Alice Salomon mit der Begründung aufgelöst, dass die finanzielle Basis für den Weiterbestand der Akademie durch die Nationalsozialisten nicht mehr gegeben sei. Außerdem sei es nicht mehr möglich, Forschungsinhalte eigenständig zu bestimmen. Anschließend  wurde Alice Salomon von den neuen Machthabern aus allen öffentlichen Ämtern gedrängt.
Daraufhin fertigte sie im Auftrag der International Association of Schools of Social Work einen internationalen Vergleich der Ausbildungssysteme für die Soziale Arbeit an. Der ausführliche, in englischer Sprache verfasste Bericht, der diese Systeme vor dem Hintergrund der jeweiligen nationalen Gegebenheiten darstellte, lag 1935 fertig vor und wurde 1937 unter dem Titel Education for social work mit einer Auflage von 500 Exemplaren veröffentlicht.

### Emigration

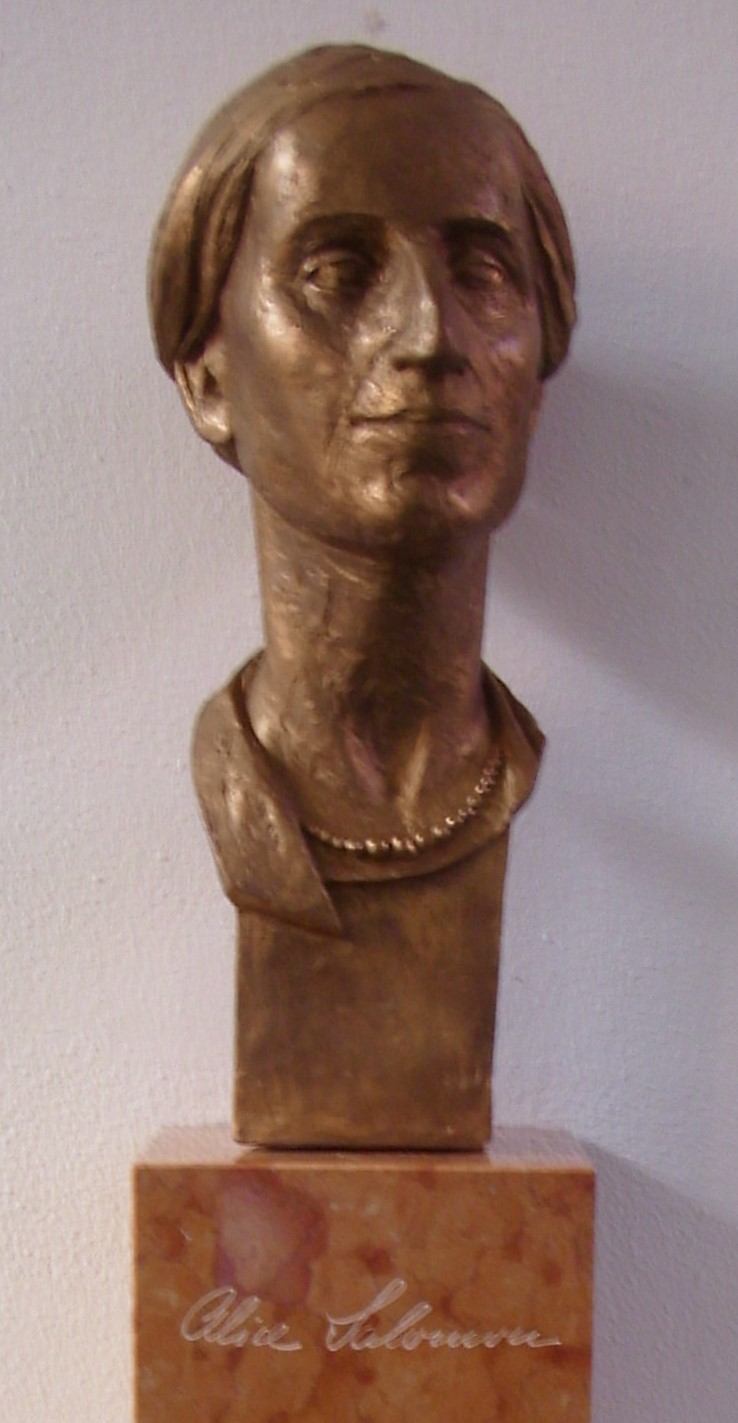
Büste in der Alice-Salomon-Schule in Hannover

Im Jahr 1937 wurde die inzwischen 65-Jährige, kurz nachdem sie von einer Vortragsreise aus den USA zurückgekehrt war, nach Verhören durch die Gestapo zur Emigration gezwungen. Hierfür lassen sich u. a. folgende Motive finden:
- ihre jüdische Herkunft,
- ihre christlich-humanistischen Ideen,
- ihr Eintreten für eine pluralistische Berufsarbeit,
- ihr offener Pazifismus,
- ihr internationales Auftreten.

Vor der Vernehmung stand für die Nazis fest, dass Salomon vor die Entscheidung „Ausweisung oder Verhaftung“ gestellt werden würde. Sie verließ Deutschland am 18. Juni 1937. Bis zu ihrer Vertreibung hatte Salomon in einem Hilfskomitee für jüdische Emigranten gearbeitet. Sie emigrierte über England in die USA und lebte dort in New York. 1939 wurden ihr die deutsche Staatsangehörigkeit und die beiden Doktorgrade aberkannt. 1944 erwarb sie die amerikanische Staatsbürgerschaft. Ein Jahr darauf wurde sie Ehrenpräsidentin des Internationalen Frauenbundes und der Internationalen Vereinigung der Schulen für Sozialarbeit.
In der neuen Heimat konnte Salomon ihre berufliche Karriere nicht fortsetzen. Erfolglos versuchte sie, ihre Autobiografie zu veröffentlichen. Begleitet von Vertröstungen, Zusagen und Absagen blieb ihr dieses wichtige Anliegen verwehrt. Die Memoiren erschienen in Deutschland erst im Jahr 1983 (Neuauflage 2008), in den USA 2004. Am 30. August 1948 starb Salomon in New York. Zur Beerdigung auf dem Friedhof Evergreens in Brooklyn kamen nur wenige Menschen.

## Nachlass
Der wichtigste Nachlass befindet sich im Alice-Salomon-Archiv an der Alice-Salomon-Hochschule Berlin. Ein Teilnachlass (vor allem die Briefwechsel mit bedeutenden Persönlichkeiten aus der Sozialen Arbeit, Politik, Kultur und Wissenschaft) wird im Ida-Seele-Archiv in Dillingen an der Donau aufbewahrt.

## Galerie

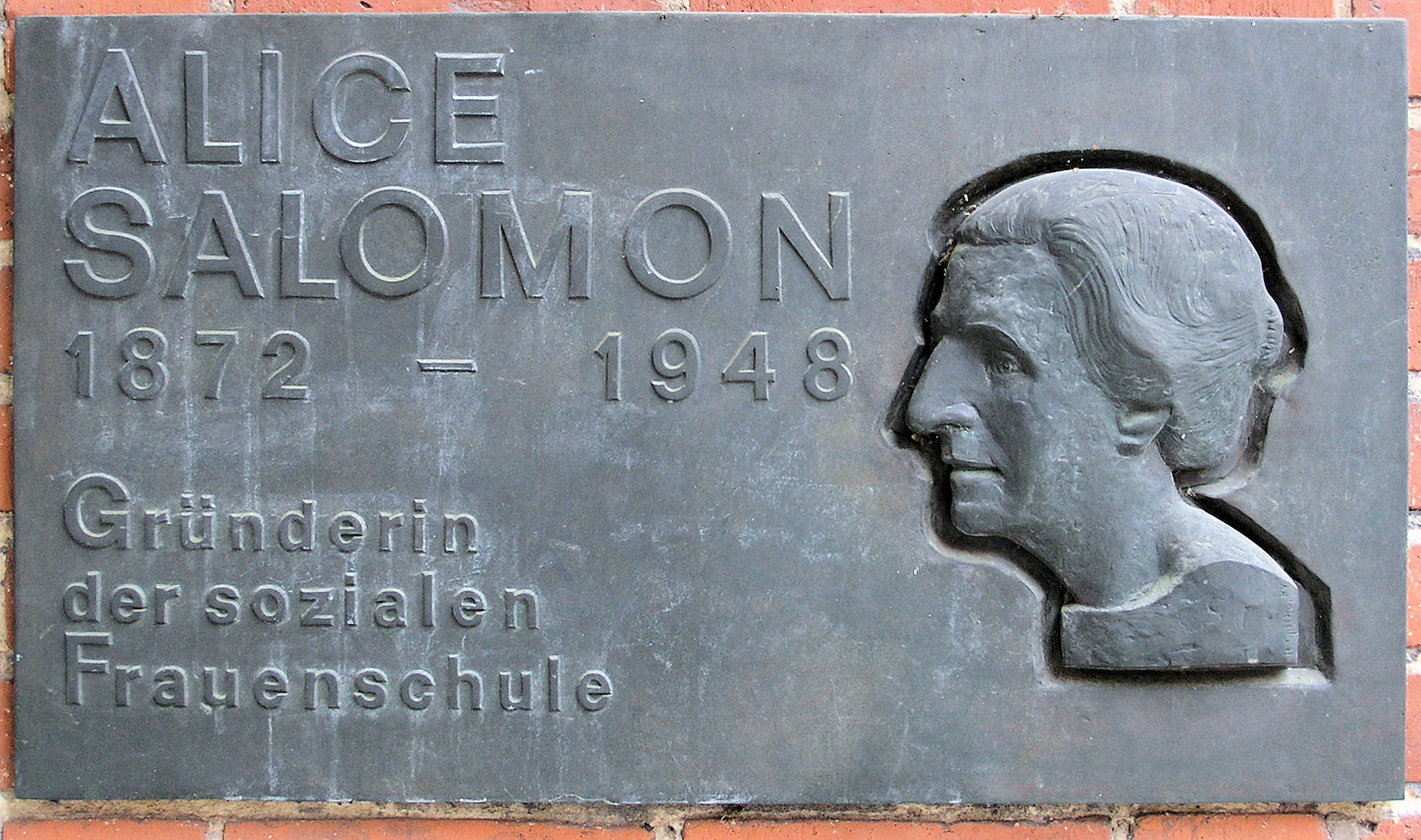
Gedenktafel am Haus Barbarossastraße 65, in Berlin-Schöneberg
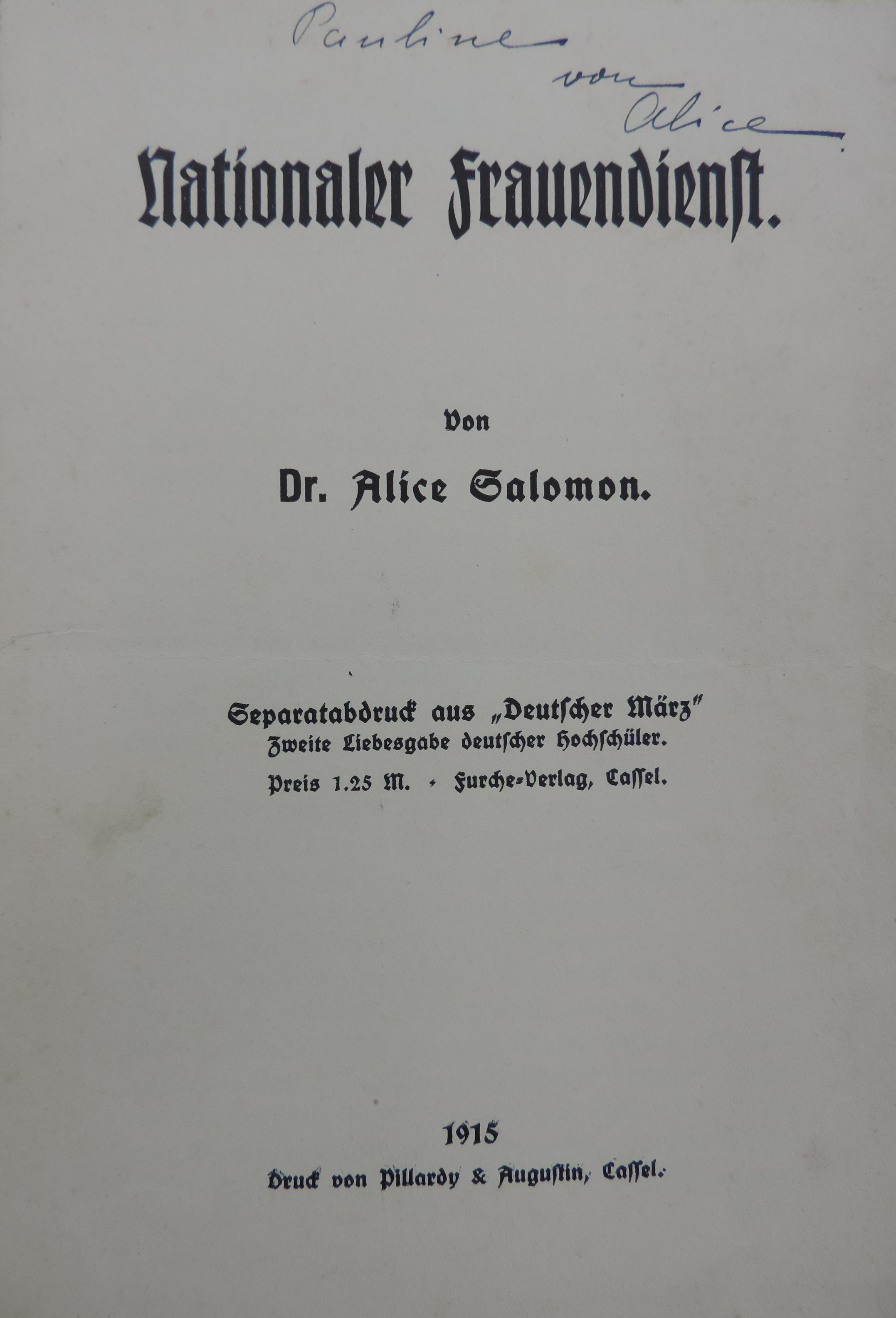
Veröffentlichung von Alice Salomon über den Nationalen Frauendienst mit Widmung an ihre Freundin Gräfin Pauline von Montgelas (archiviert im Ida-Seele-Archiv)
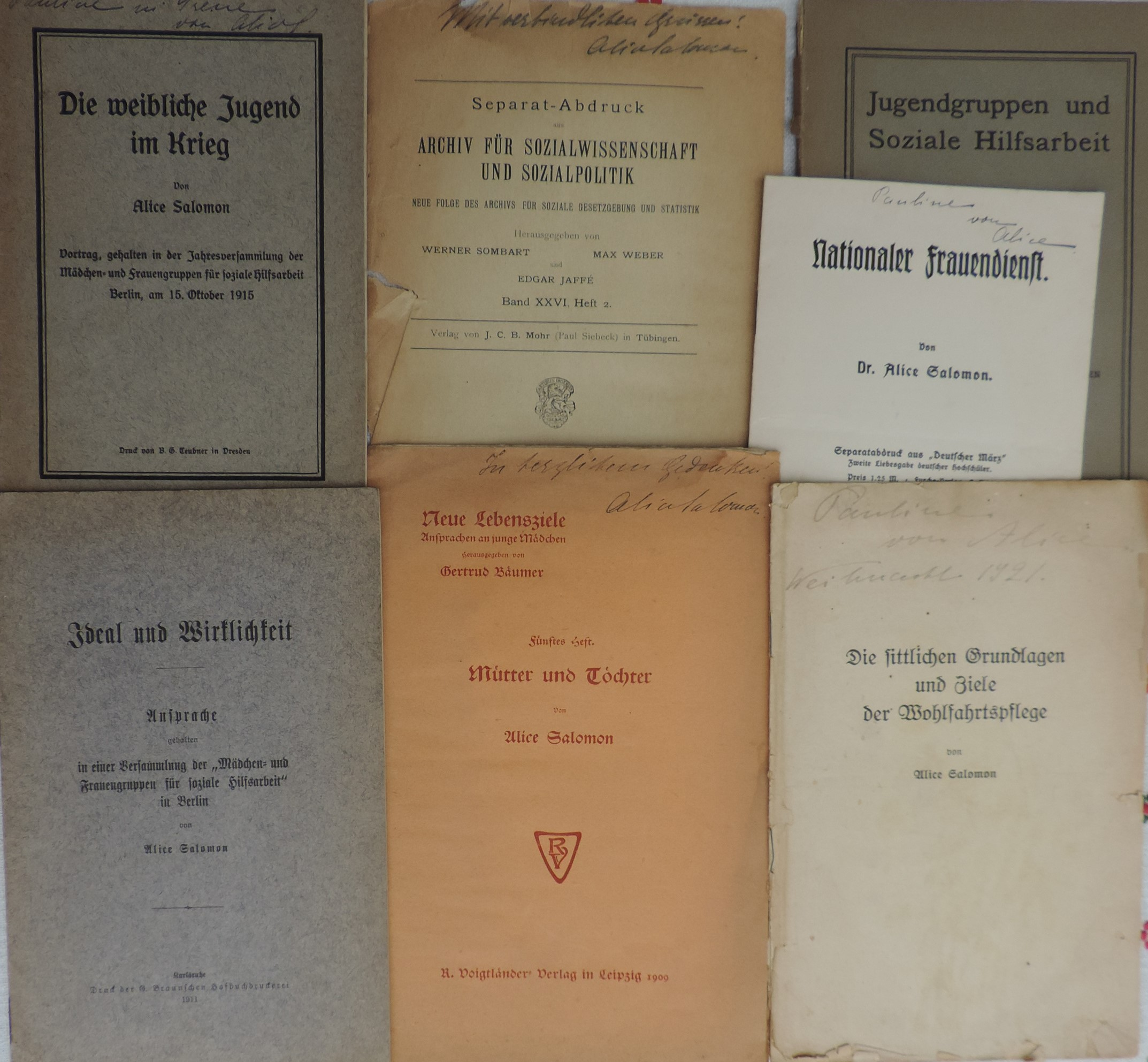
Publikationen mit Widmungen von Alice Salomon (archiviert im Ida-Seele-Archiv)
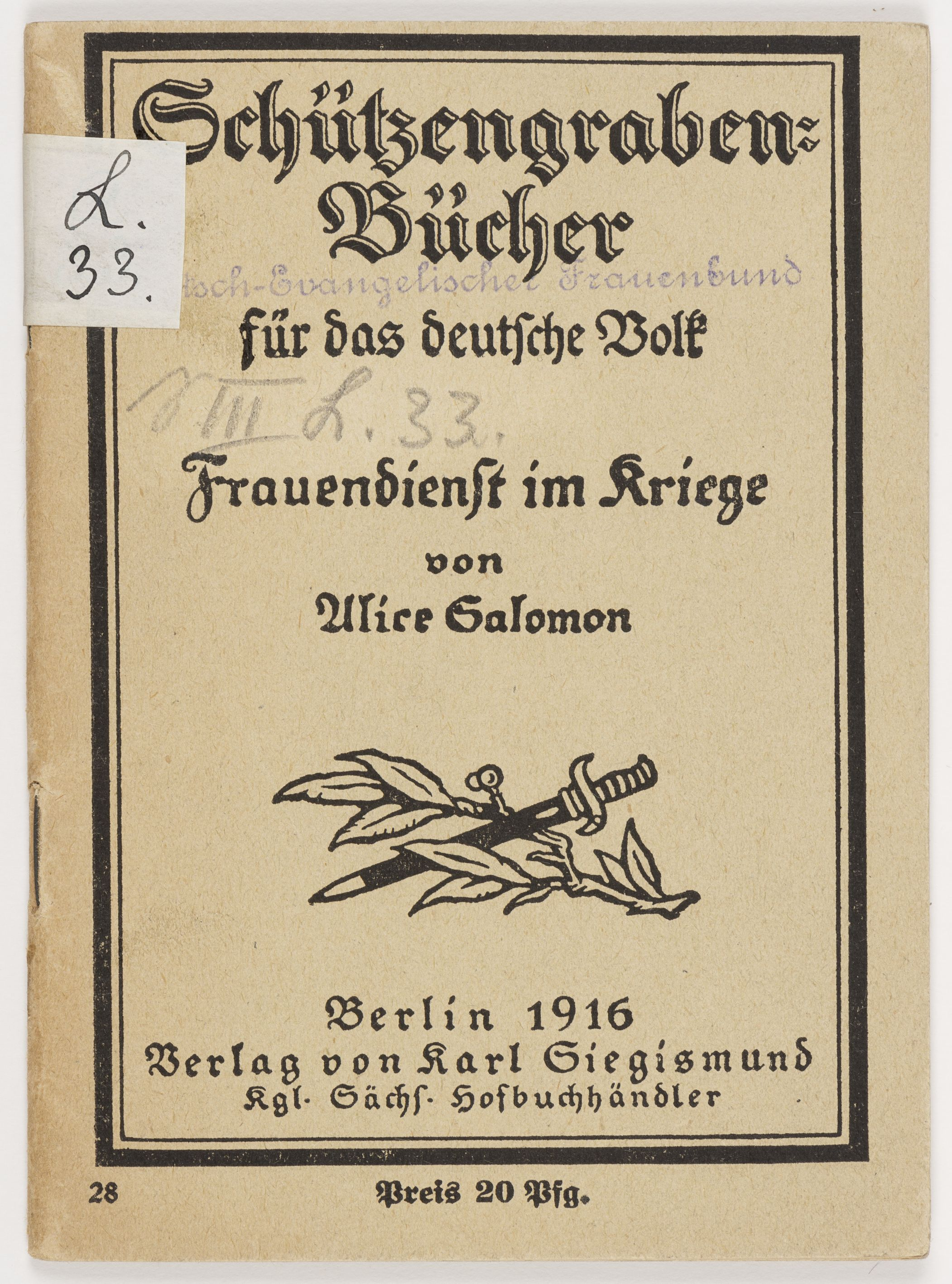
Frauendienst im Kriege von Alice Salomon, 1916
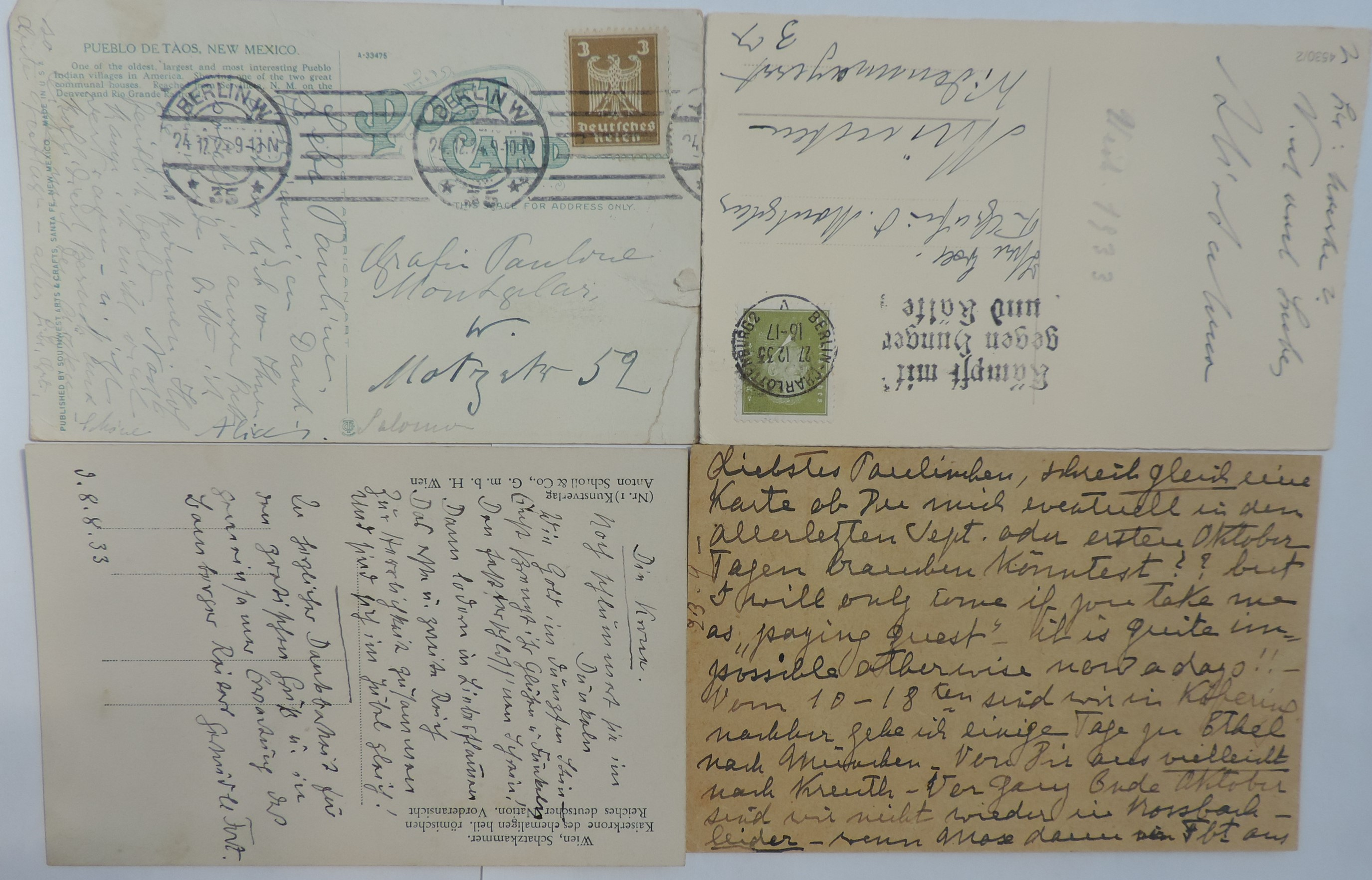
Postkarten von Alice Salomon an Gräfin Pauline von Montgelas sowie Postkarte von Gertrud von le Fort an Alice Salomon, mit Gedicht: Die Krone (archiviert im Ida-Seele-Archiv)
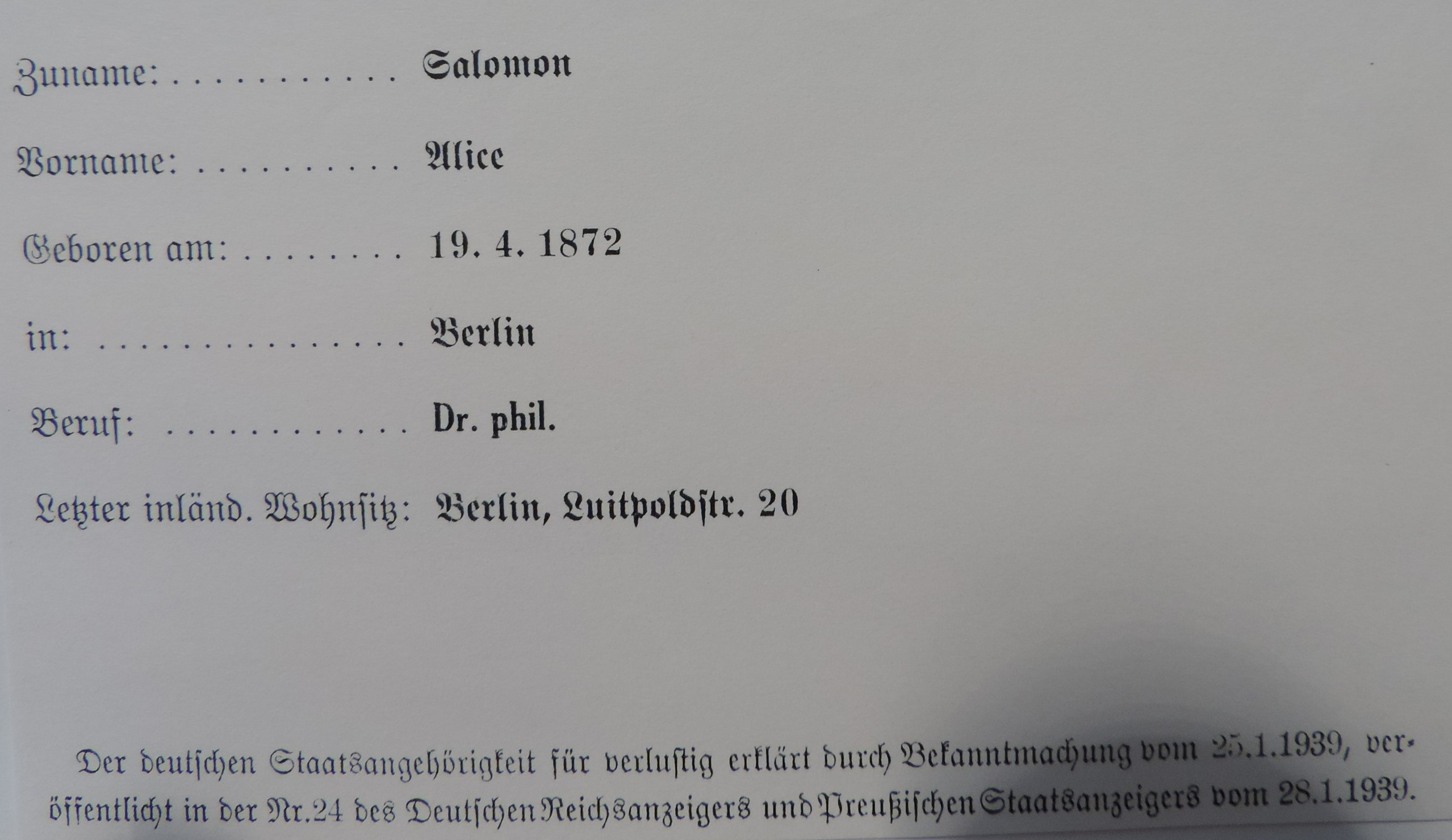
Bekanntmachung über die Aberkennung der deutschen Staatsangehörigkeit (archiviert im Ida-Seele-Archiv)

## Schriften und Veröffentlichungen
- Handbuch der Frauenbewegung. (2 Bde.), 1901.
- Soziale Frauenpflichten. 1902.
- Die Ursachen der ungleichen Entlohnung von Männer- und Frauenarbeit. Leipzig 1906 (Dissertation an der Philosophischen Fakultät der Friedrich-Wilhelms-Universität Berlin, 14. Juli 1906)
- Soziale Frauenbildung. Berlin 1908.
- Mutterschutz und Mutterschaftsversicherung. 1908.
- Einführung in die Wirtschaftslehre. 1909 (6. Aufl. 1923).
- Was wir uns und anderen schuldig sind. Ansprachen und Aufsätze für junge Mädchen. Leipzig/Berlin 1912.
- Zwanzig Jahre soziale Hilfsarbeit. Karlsruhe 1913.
- Geschichte der sozialen Frauenarbeit. 1913.
- Darstellung der Arbeiterinnenbewegung in Deutschland. 1913.
- Einführung in die Volkswirtschaftslehre. 1919.
- Leitfaden der Wohlfahrtspflege. Leipzig 1921.
- Die deutsche Volksgemeinschaft. 1922.
- Ausbildung zum sozialen Beruf. 1924.
- Kultur im Werden. Amerikanische Reiseeindrücke. 1924.
- Furcht und Nervosität im Beruf. Kongreß für Betriebswohlfahrt. 1925.[16]
- Soziale Diagnose. Berlin 1926.
- Soziale Therapie. 1926 (gemeinsam mit Siddy Wronsky).
- Die Ausbildung zum sozialen Beruf. Berlin 1927.
- Jugend- und Arbeitserinnerungen. In: Elga Kern (Hrsg.): Führende Frauen Europas. München 1928, S. 3–34.
- Forschungen über Bestand und Erschütterung des Familienlebens in der Gegenwart. 1930–1932 (elf Bände).
- Soziale Führer. Ihr Leben, ihre Lehren, ihre Werke. Leipzig 1932.
- Heroische Frauen : Lebensbilder sozialer Führerinnen, Zürich 1936, Verlag für Recht und Gesellschaft, DNB-Link
- Education for social work. A Sociological Interpretation Based on an International Survey. 1937.
- Charakter ist Schicksal, Lebenserinnerungen. Herausgegeben von Rüdiger Baron und Rolf Landwehr. Beltz Verlag, Weinheim/Basel 1983, ISBN 3-407-85036-0 (Auszug in: Lixl-Purcell (Hrsg.): Erinnerungen deutsch-jüdischer Frauen 1900–1990. Reclam, Leipzig 1992, ISBN 3-379-01423-0, S. 120–125).
- Lebenserinnerungen. Jugendjahre, Sozialreform, Frauenbewegung, Exil. Herausgegeben von der Alice Salomon Hochschule Berlin. Bearbeitet und aus dem Englischen übersetzt von Rolf Landwehr. Brandes & Apsel, Frankfurt am Main 2008, ISBN 978-3-86099-119-0.

## Ehrungen
Die Deutsche Bundespost ehrte Alice Salomon am 12. Januar 1989 mit einer Briefmarke als Teil der Dauermarkenserie „Frauen der deutschen Geschichte“. Die Marke hatte einen Nennwert von fünfhundert Pfennig und ist unter der Nummer Michel-Nr. 1397 katalogisiert.
Die Suchmaschine Google ehrte Salomon am 19. April 2018 anlässlich ihres 146. Geburtstages mit einem Doodle.

## Einrichtungen und Verkehrswege, die nach Salomon benannt sind
- Alice-Salomon-Berufskolleg, Berufliche Schule für Ernährung, Erziehung und Gesundheit, Bochum
- Alice-Salomon-Haus, Hilfeeinrichtung für junge Frauen und Mütter, Stiftungen Sarepta | Nazareth, Bielefeld
- Alice Salomon Hochschule für Sozialarbeit und Sozialpädagogik Berlin (ASH)
- Alice-Salomon-Platz, Berlin-Hellersdorf, direkt anliegend zur Alice-Salomon-Hochschule (ASH)
- Alice-Salomon-Park, Berlin-Schöneberg
- Alice-Salomon-Schule, Berufsbildende Schulen für Gesundheit und Soziales, Hannover
- Alice-Salomon-Schule, Berufsbildende Schule, Linz am Rhein
- Alice-Salomon-Schule, Schule für Erziehungshilfe, Heilbronn
- Alice-Salomon-Schule, Förderschule mit den Förderschwerpunkten Sprache und Lernen, Wipperfürth
- Alice-Salomon-Weg, Coesfeld[18]
- Alice-Salomon-Schule, Gymnasium und hauswirtschaftliche Schule, Hechingen[19]
- Alice-Salomon-Kindertagesstätte, Hanau[20]

Des Weiteren sind ihr ein Intercity-Express, eine Briefmarke der Deutschen Bundespost, Straßen in Freiburg im Breisgau, im Bonner Ortsteil Vilich und in Regensburg im Stadtteil Burgweinting gewidmet oder nach ihr benannt.

## Preise der Alice Salomon-Hochschule
Der Alice Salomon Poetik Preis, verbunden mit der Alice Salomon Poetik Dozentur, wird seit 2006 von der Alice Salomon Hochschule Berlin vergeben und ist mit 6000 Euro dotiert (Stand 2021). Seit 2018 wird der Alice Salomon Poetik Preis im jährlichen Wechsel mit dem Alice Salomon Award verliehen.

### Alice Salomon Poetik Preis
- 2006: Michael Roes
- 2007: Gerhard Rühm
- 2008: Rebecca Horn
- 2010: Valeri Scherstjanoi
- 2011: Eugen Gomringer
- 2012: Emine Sevgi Özdamar
- 2013: Andreas Steinhöfel
- 2014: Franz Hohler
- 2015: Volker Ludwig[24]
- 2016 Elfriede Czurda
- 2017 Barbara Köhler
- 2019 Christoph Szalay
- 2021 Lioba Happel
- 2022 Maxi Obexer[25]

### Alice Salomon Award
- 2001: Alice Shalvi
- 2004: Fadela Amara
- 2008: Barbara Lochbihler
- 2010: Rugiatu Neneh Turay
- 2013: Marisela Ortiz und Norma Andrade
- 2018: Urmila Chaudhary
- 2020: Heike Radvan
- 2022: Prof. Dr. Adrienne Chambon
- 2024: Anna Csongor[26]